# 에드 조버노브스키
에드워드 "에드" 조버노브스키(영어: Edward "Ed" Jovanovski, 1976년 6월 26일 ~ )는 캐나다의 은퇴한 아이스하키 선수로 현역 시절에는 내셔널 하키 리그(NHL)의 플로리다 팬서스, 밴쿠버 커넉스,  피닉스 카이오티스의 선수로 뛰었다.
캐나다 국가대표팀의 일원으로도 활약하여 올림픽에 1번 출전했고 미국의 솔트레이크시티에서 열린 동계 올림픽에서 금메달을 획득한 캐나다팀의 일원이다. 주니어 선수 시절에는 1995년 세계 주니어 선수권 대회에서 금메달을 획득하였다. 또 세계 아이스하키 선수권 대회에 4번 참가하여 2005년, 2008년 대회에서 은메달을 획득하였다. 2004년 아이스하키 월드컵에도 캐나다 대표로 참가하였다.